# Jos Pronk
Jos Pronk (ur. 13 stycznia 1983 w Warmenhuizen) – holenderski kolarz torowy i szosowy, brązowy medalista torowych mistrzostw świata.

## Kariera
Pierwszy sukces w karierze Jos Pronk osiągnął w 2001 roku, kiedy został wicemistrzem świata juniorów w wyścigu punktowym. Rok później był najlepszy na mistrzostwach Europy U-23 w scratchu, a w 2004 roku zdobył na tej samej imprezie srebrny medal w drużynowym wyścigu na dochodzenie. Jednak jego największym sukcesem jest zdobycie brązowego medalu w wyścigu punktowym podczas mistrzostw świata w Stuttgarcie w 2003 roku. W wyścigu tym wyprzedzili go jedynie Austriak Franz Stocher oraz Hiszpan Joan Llaneras. Od 2005 roku startuje głównie w wyścigach szosowym, jest zawodnikiem grupy Ruiter Dakkapellen-Wielerteam.
Jego ojciec Mattheus Pronk oraz brat Matthé Pronk również byli kolarzami.